# Prix Van Wijngaarden
Le prix Van Wijngaarden est une distinction mathématique décernée tous les cinq ans à une lauréate et un lauréat. Le prix a été créé en 2006, année du soixantième anniversaire du Centrum voor Wiskunde en Informatica (CWI). Ce prix consiste en une sculpture en bronze, et il porte le nom du mathématicien et informaticien néerlandais Adriaan van Wijngaarden (1916–1987), considéré par nombre de ses pairs comme le véritable développeur des sciences informatiques aux Pays-Bas. 

## Lauréats
- 2006: Nancy Lynch informaticienne, Persi Diaconis mathématicien-magicien[1].
- 2011: Éva Tardos informaticienne, John C. Butcher mathématicien[2].
- 2016: Sara van de Geer statisticienne et Xavier Leroy informaticien[3].
- 2021: Marta Kwiatkowska informaticienne et Susan Murphy mathématicienne[4]